# Штрудлијада
Штрудлијада је традиционала туристичко-културна манифестација која се одржава јула сваке године у Новом Милошеву. На Штрудлијади се између осталог обара рекорд у дужини штрудле па је 2008. године направљена штрудла дужине 13,95 м. За ову џиновску штрудлу је употребљено 50 кила брашна, 12 килограма мака, 10 килограма шећера, 5 литара млека, колико воде и уља, као и 5 килограма рогача.
Одржава се и такмичење за најлепшу штрудлу као и такмичење у брзом једењу штрудли. Године 2008. на такмичењу је пријављено 240 појединачних штрудли.